# Onkotermia
Az onkotermia, vagyis a loko-regionális mély hipertermia, egy hőkezeléses kiegészítő eljárás, amelyet a daganatos megbetegedések gyógykezelésére alkalmaznak. 
A módszer a klasszikus hipertermia elvein alapszik. Fő cél: a hőbevitel által a sejtkörüli folyadékban történő közvetlen energiaelnyelés elérése, valamint a rákos sejtek membránjainak roncsolása. 
Az onkotermia hatása szinergikus a sugárterápiával és számos kemoterápiás eljárással. Mindezek mellett megnöveli az immunrendszer védekezőképességét, hatékonyan csökkenti a páciens fájdalomérzetét, javítja közérzetét.
Az onkotermia általában nem monoterápiaként alkalmazott gyógykezelési eljárás. Gyakran kombinálják gyógyszeres kezeléssel, sugárterápiával vagy egyéb kezelési modalitásokkal, illetve ezek kombinációival. Az onkotermia az elektromos térrel történő energiakicsatolás elvén alapszik, 13,56 MHz rádiófrekvenciás hullámú energiát közvetít, és olyan nem-termikus effektusokat is kihasznál, melyek az elektromos tér biofizikai hatásai nyújtanak. A tumoros szövetek elektromos tulajdonságai mások, mint az egészséges szöveteké. A szövetek ezen elektromos tulajdonság-különbségei, illetve a megkülönböztethetőségük folytán az elektromos térrel történő onkotermia kezelés szelektív. A tumoros szövetnek kisebb az impedanciája, mint az őt körülvevő szövetnek, ezért az energia nagy része a tumoros szövetbe kerül és ott elnyelődik. A tumoros szövet ezen kiválasztási képessége (auto-fókuszálás) a külső fókuszálás szükségességét feleslegessé teszi. Továbbá az onkotermia kihasználja a tumoros sejt körüli extracelluláris folyadék speciális abszorpciós tulajdonságait is.
A módszer által használt alacsony és szabad frekvencia, valamint a használt szűrések és a készülék sugárzásmentessége lehetővé teszi, hogy árnyékolás nélkül, akár lakóterületi körülmények között is alkalmazható.
Az onkotermia módszere állandó, magasabb hőfokot biztosít a tumoros szövet extracelluláris folyadékában. Az állandó energia-bevitelnek köszönhetően az extra- és intracelluláris elektrolitek közötti hőmérséklet-gradiens (hőmérséklet csökkenés) addig áll fenn, amíg a kezelés végén bekövetkező hőmérsékleti egyensúlyi állapotot nem éri el. Ez az abszolút számokban kifejezett alacsony hőmérséklet különbség a csekély távolság miatt erős hőmérséklet csökkenéshez vezet az extracellulárisból az intracelluláris felé haladva, ami hőáramot hoz létre, mely a tumoros sejt membránját roncsolja és így nekrózishoz vagy apoptózishoz vezet.